# 相澤国之
相澤 国之（あいざわ くにゆき、1979年6月26日 - ）は、日本の元プロボクサー。宮城県志田郡鹿島台町（現大崎市）出身。三迫ボクシングジム所属。宮城県農業高等学校、拓殖大学卒業。

## 来歴
- 中学時代はバレーボール部員。高校はボクシング部がある宮城農業高に進学し全国高等学校総合体育大会ボクシング競技大会出場、拓大進学後の2000年に全日本アマチュアボクシング選手権大会・フライ級優勝、2000年とやま国体フライ級・2001年新世紀・みやぎ国体バンタム級優勝。
- 2002年8月5日、スーパーフライ級で6回戦でプロデビューし、2回KO勝ち。
- 2006年4月10日、有永政幸との引分を含む11戦10勝1引分で、名城信男が返上し空位の日本スーパーフライ級王座決定戦を菊井徹平と行い10回判定負け。
- 2006年12月12日、1勝後Z・ゴーレスが返上し空位のOPBF東洋太平洋スーパーフライ級王座決定戦をペットクローンパイ・ソーターンティップと争い6回KO勝ちで王座を獲得した。
- 2007年4月9日、2位の全鎮萬（韓国）を迎えての初防衛戦では2Rにダウンを奪うなど一方的な展開となり、6R終了後に全陣営が棄権の意思を示したことにより相澤のTKO勝利となった[1]。この後、世界挑戦のため7月に同王座を返上した。
- 2007年9月24日、後楽園ホールでWBA世界スーパーフライ級王者アレクサンデル・ムニョスに挑戦するが、ダウンを奪われ0-3の判定負け。この試合はフジテレビで時差放送された。
- 2008年2月16日、河野公平の持つOPBF東洋太平洋スーパーフライ級王者と日本スーパーフライ級王座を掛け争うも、12回判定負け。
- 2008年9月20日、河野の返上したOPBF東洋太平洋スーパーフライ級王者となった冨山浩之介の初防衛戦の相手に選ばれるも、12回TKO負けで再奪取ならず。
- 2009年、体力の限界を理由に引退。

## 戦績
- アマチュアボクシング：84戦72勝（35KO・RSC）12敗
- プロボクシング：18戦13勝（10KO）4敗（1KO）1分

## 獲得タイトル
- 第27代OPBF東洋太平洋スーパーフライ級王座（防衛1＝返上）